# Carboxymethylgruppe

Carboxymethylcystein mit der blau markierten Carboxymethylgruppe

Die Carboxymethylgruppe ist eine Atomanordnungen in der organischen Chemie. Die Formel lautet –CH2CO2H. Sie ist keine eigenständige chemische Substanz, sondern stets Teil eines größeren Moleküls. Sie findet sich als Substituent in etlichen chemischen Verbindungen. Die Einführung einer Carboxymethylgruppe in ein Molekül wird Carboxymethylierung genannt.
In der Fachliteratur wird die Carboxymethylgruppe bisweilen auch mit „–CH2COOH“ abgekürzt.

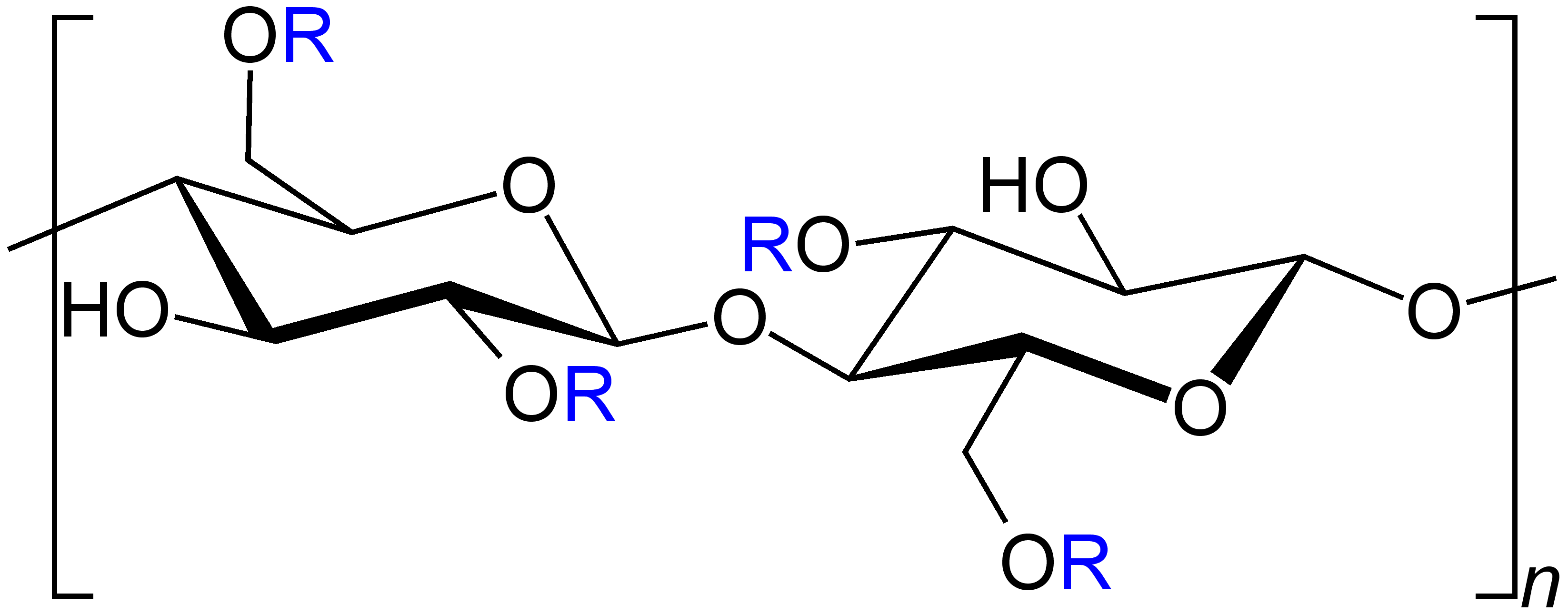
Carboxymethylcellulose (R = CH_{2}COOH)
(mittlerer Substitutionsgrad ≈ 67 %)

## Beispiele
- Der Arzneistoff Carboxymethylcystein (INN-Name: Carbocistein) wird aus (R)-Cystein und Chloressigsäure im basischen Medium synthetisiert.
- Carboxymethylcellulose[2]